# Kocsola
Kocsola (németül: Kotscholau) község Tolna vármegyében, a Dombóvári járásban.

## Fekvése
A dunántúli dombvidéken, Tolna vármegye délnyugati szegletében helyezkedik el, a 61-es főút a község mellett, annak központjától nyugatra vezet el Tamási felől Dombóvár irányába; a falu mindkét várostól nagyjából 20–20 kilométerre fekszik. Belterületén csak a főútból kelet felé kiágazó 65 353-as út húzódik végig, de a közigazgatási területét érinti még az innen Igal felé induló 6507-es út is. A település mellett régebben elhaladt a Dombóvár–Lepsény-vasútvonal is, itt azonban 1990-ben megszűnt a személyforgalom.

## Története
A település pontos keletkezésére vonatkozóan megbízható információk nincsenek, a kis számú írásos feljegyzések alapján csak mozaikszerűen állítható össze története. Múltjáról leletek, égetett agyagedények, római pénzek, kis szobrok tanúskodnak, amelyek ma a szekszárdi múzeumban láthatók. Valószínű, hogy a honfoglalók szálláshelye is volt. Szeghalmi szerint a 11. és a 12. században a Monoszló nemzetség tanyázott itt. Egy 1271-ben kelt oklevél tanúsága szerint már temploma is volt. 1500-ban a tamási várhoz tartozott, és a Hédervári család birtoka volt. A török idők végén, valószínűleg pestisben vagy éhínség miatt a lakosság elpusztult, a 18. században telepítették újra. Vályi András Magyarországnak leírása című könyvében olvashatjuk: „Kocsola magyar falu, földesura H. Esterházy Uraság, lakosai katolikusok, határja jó termékenységű, vagyonjai jelesek.” A kis falucska jobbágyközség lehetett, amelynek neve (Kocsolya, Kotzola, Kocsola), valamint földesurai az idők folyamán változtak. A törökök kiűzése után első lakosai magyarok voltak. 1740 körül jelenik meg Fischer József molnár „népes” családjával. A németek betelepítését 1763 utánra teszik, de itt telepedett meg Hőgyész, Dúzs, Tevel, és különösen Pári népfeleslege is. A németek megjelenésével az 1920-as évek végén, az 1930-as évek közepén már élesedik az ellentét a magyar és a német lakosság között. 1945 előtt a magyar lakosság a Nagyhát utcát, a németség a központtól távolabbi utcákat lakta. Egymás között nem házasodtak. A II. világháború idején a német lakosság nagyobb része a Volksbund tagja lett. A háború utáni kitelepítések következtében a németek helyére a csehszlovák–magyar lakosságcsere keretében a Felvidékről és a Délvidékről magyar lakosság érkezett. A nemzetiségi ellentétek tovább éleződtek, a felvidékiek egy része elköltözött a településről. A döntően mezőgazdaságból élő lakosság számára jelentős változást a mezőgazdaság átszervezése hozott. A birtokok összevonása, a gépesítések hatására a mezőgazdaságban dolgozók aránya az addigi 96%-ról csakhamar 69%-ra esett vissza.
A török eredetű Kocsola személynévből keletkezett magyar névadással, a magyar -d helynévképző hozzáadásával.

## Közélete

### Polgármesterei
- 1990–1994: Bárdosi Sándor (független)[4]
- 1994–1998: Horváth Zoltán (független)[5]
- 1998–2002: Horváth Zoltán (független)[6]
- 2002–2006: Horváth Zoltán (független)[7]
- 2006–2007: Horváth Zoltán (független)[8]
- 2008–2010: Trick Jánosné (független)[9]
- 2010–2014: Trick Jánosné (független)[10]
- 2014–2019: Horváth Zoltán (független)[11]
- 2019–2024: Lajos Anikó (független)[12]
- 2024– : Lajos Anikó (független)[1]

A településen 2008. március 2-án időközi polgármester-választást (és képviselő-testületi választást) tartottak, mert az előző képviselő-testület néhány hónappal korábban feloszlatta magát. A választáson azonban a polgármester-választás tekintetében nem lehetett eredményt hirdetni, az első helyen kialakult szavazategyenlőség miatt. Aznap a szavazásra jogosult 1008 kocsolai lakos közül 580 fő járult az urnákhoz, 12-en érvénytelen szavazatot adtak le, az érvényes szavazatokból pedig egyformán 212-212 esett a három független jelölt közül kettőre, Horváth Zoltán addigi polgármesterre és Trick Jánosnéra. Az újabb időközi választásra 2008. május 31-én került sor: ezen már csak a korábbi holtverseny két részese indult, a választói részvétel egészen kicsit magasabb arányú volt, érvénytelen szavazat pedig jóval kevesebb született – mindezek eredményeként pedig Trick Jánosné, csekély, mindössze 9 szavazatnyi különbséggel ugyan, de meg tudta nyerni a választást.

## Népesség
A település népességének változása:
| Lakosok száma | 1303 | 1291 | 1287 | 1212 | 1172 | 1162 | 1147 |
|               | 2013 | 2014 | 2015 | 2021 | 2022 | 2023 | 2024 |

A 2011-es népszámlálás során a lakosok 89,3%-a magyarnak, 18,4% cigánynak, 7,2% németnek, 0,3% románnak mondta magát (9% nem nyilatkozott; a kettős identitások miatt a végösszeg nagyobb lehet 100%-nál). A vallási megoszlás a következő volt: római katolikus 72,5%, református 4,2%, evangélikus 0,2%, felekezeten kívüli 3,5% (19% nem nyilatkozott).
2022-ben a lakosság 89,7%-a vallotta magát magyarnak, 7,4% cigánynak, 4,6% németnek, 0,1-0,1% lengyelnek, bolgárnak és ukránnak, 2,5% egyéb, nem hazai nemzetiségűnek (8,9% nem nyilatkozott; a kettős identitások miatt a végösszeg nagyobb lehet 100%-nál). Vallásuk szerint 45,7% volt római katolikus, 2,6% református, 0,5% evangélikus, 0,1% görög katolikus, 0,4% egyéb keresztény, 1,5% egyéb katolikus, 13,2% felekezeten kívüli (35,9% nem válaszolt).

## Nevezetességei
- A falu temploma a 13. században épült, Szent Anna tiszteletére.